# Flachtenbergmoor

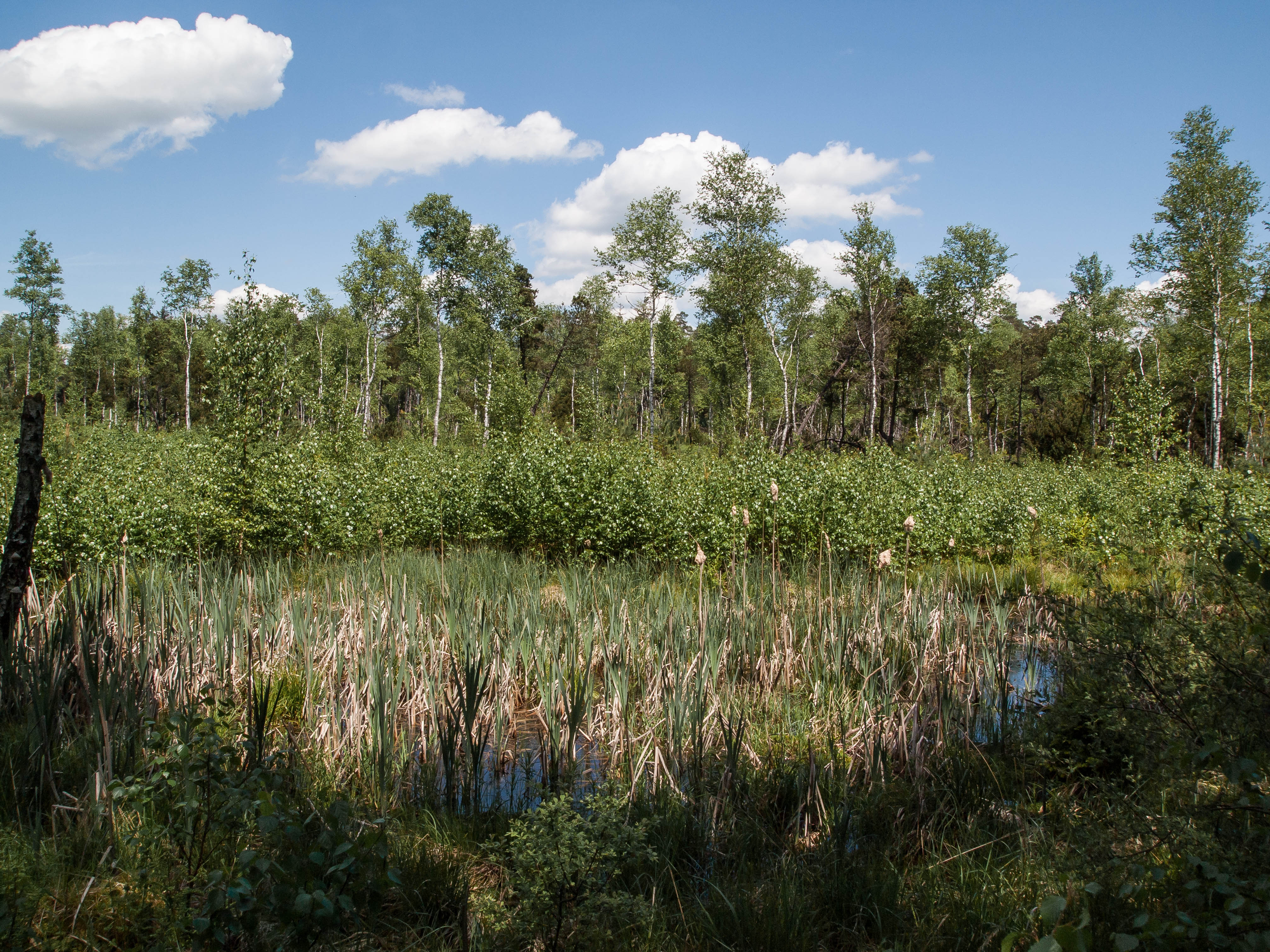
Naturschutzgebiet Flachtenbergmoor (Mai 2016)

Das Naturschutzgebiet Flachtenbergmoor liegt im Landkreis Weilheim-Schongau in Oberbayern auf dem Gebiet der Gemeinde Pähl.
Das 8,29 ha große Gebiet mit der Nr. NSG-00053.01, das im Jahr 1994 unter Naturschutz gestellt wurde, erstreckt sich nördlich von Kerschlach, einem Ortsteil von Pähl. Südöstlich des Gebietes verläuft die B 2 und nordöstlich erstreckt sich das 18,8 ha große Naturschutzgebiet Schollenmoos.